# Bengt Hallberg
Bengt Hallberg, född 13 september 1932 i Göteborg, död 2 juli 2013 i Uppsala domkyrkoförsamling, var en svensk pianist och kompositör och en av Sveriges ledande jazzmusiker genom tiderna.

## Biografi
Bengt Hallberg var son till saluhallsinspektoren Carl Hallberg och Nelly, född Stråhle. Han började studera klassiskt piano tidigt och skrev sitt första jazzarrangemang redan vid 13 års ålder. 1949 gjorde han sin första skivinspelning tillsammans med Arne Domnérus orkester. På 1950-talet spelade han in skivor med de flesta av de framstående amerikanska jazzmusiker som då gästade Sverige. Framför allt ska nämnas trumpetaren Clifford Brown och tenorsaxofonisten Stan Getz.
Bengt Hallberg studerade komposition för Lars-Erik Larsson vid Kungliga Musikhögskolan i Stockholm. Hallberg valdes 1986 in som ledamot av Kungl Musikaliska Akademien och som medlem i Föreningen svenska tonsättare året därpå.
Hallberg spelade in ett flertal album i eget namn; särskilt kan den mångfacetterade Bengt Hallberg at Gyllene Cirkeln (1962) framhållas.
Bengt Hallberg var en mycket mångsidig musiker, och under senare år komponerade han såväl åtskilligt med film- och TV-musik som stora körarrangemang. Vid sällsynta tillfällen framträdde han också som dragspelsvirtuos.
Hallberg skrev även musiken till Madickenfilmatiseringarna, och han var även bakgrundsmusiker i Allan Edwalls Nalle Puh-uppläsningar och i sångerna som Edwall sjöng i Nalle Puh-sagorna.
2001 bestämde sig Hallberg för att sluta spela offentligt eftersom han ville ta hand om sin svårt sjuka hustru. I november 2010, några månader efter hustruns död, återkom Hallberg till scenen och hösten 2011 lanserade han ett nytt album, Back to Back, tillsammans med pianistkollegan Jan Lundgren, som för övrigt var elev till Hallberg cirka 30 år tidigare. Ett nytt soloalbum med Bengt Hallberg, Live at jazzens museum, spelades in i juli 2011.
Hallberg planerade att turnera 2014 med Georg Riedel, Jan Allan, Erik Norström och Bohuslän Big Band, men avled före turnén. Han är begravd på Uppsala gamla kyrkogård.

### Privatliv
Bengt Hallberg var gift tre gånger, första gången 1955 till 1977 med operasångaren Inga Sundström (1919–2007), andra gången 1977 till 1983 med Maud Pettersson (1936–2013) och tredje gången från 1989 med Britt Boström (1922–2010).

## Priser och utmärkelser
- 1957 – Gyllene skivan för Dinah m.fl.
- 1971 – Jan Johansson-stipendiet
- 1977 – Litteris et Artibus
- 1978 – Gyllene skivan för Duets for Duke (tillsammans med Arne Domnérus)
- 1978 – Svenska grammofonpriset för Jazz at the Pawn Shop
- 1980 – Svenska grammofonpriset för The Hallberg Touch
- 1983 – Svenska grammofonpriset för Skyline Drive (tillsammans med Arne Domnérus)
- 1984 – Fonogramartistpristagare
- 1986 – Ledamot nr 857 av Kungliga Musikaliska Akademien
- 1987 – Fonogramartistpristagare
- 1990 – Thore Ehrling-stipendiet
- 2001 – Kungliga Musikaliska Akademiens Jazzpris
- 2010 – Lars Gullin-priset

## Diskografi (urval)
- Kjellberg, Erik (2021). ”Diskografi 1948-2012 / av Lasse Zackrisson”. Bengt Hallberg : jazzpianist, kompositör, arrangör, pedagog. Historiska inspelningar från Sverige ; vol. 2 Publikationer från Jazzavdelningen, Svenskt visarkiv, 0281-5567 ; nr 30. Vaxholm: Vax Records. sid. 234-403. Libris v7khh9jpsmjtd4tn. ISBN 9789151977201

### 78 varv
- 1948 - All the things you are ; Hallelujah. Thore Jederbys orkester. 78. Odeon D 5373.
- 1950 – Indiana ; Lover Man. Bengt Hallberg Trio. 78. Metronome J 134
- 1950 – My Love Is Yours ; Fine And Dandy. Bengt Hallbergs Trio. 78. Cupol 4381
- 1950 – Cool Kid ; These Foolish Things. Bengt Hallberg Trio. 78. Metronome J 171
- 1951 – Dangerous Curves ; Pennies From Heaven. Bengt Hallbergs Trio ; Bengt Hallbergs Kvartett med Gunnar Björksten. 78. Cupol 4520
- 1951 – Time On My Hands ; Just One Of Those Things. Bengt Hallbergs Kvintett. 78. Cupol 4580
- 1952 – Ablution ; S'Wonderful. Bengt Hallbergs Sextett. 78. Cupol 4654
- 1954 – Petter och Frida ; Gula paviljongen. Bengt Hallbergs Trio. 78. Cupol 4833
- 1955 – Hungarian Boogie (Variations on the themes from Franz Liszt by Bengt Hallberg) ; Key Hole. Bengt Hallberg And His Quartet. 78. Philips P 50 090 H

### EP
- 1953 – Duffer Box. Bengt Hallberg Trio & Quartet Vol. 1. EP. Metronome MEP 3
- 1953 – Opus One. Bengt Hallberg Trio. EP. Metronome MEP 24
- 1954 – Whiskey Sour. Bengt Hallberg and His Swedish All Stars. Vol. 1. EP. Metronome MEP 29
- 1954 – Limehouse Blues. Bengt Hallberg and His Swedish All Stars. Vol. 2. EP. Metronome MEP 34
- 1955 - Yesterdays. Bengt Hallberg And His Quartet. EP. Philips 421500PE
- 1956 - Coquette. EP. Philips 421507PE

### LP 10"
- 1953 – Zig-zag. Bengt Hallberg Trio; Bengt Hallberg Quartet. LP. Metronome JLP 22

### LP 12"
- 1957 - Dinah. LP. Philips B08201L - Återutg. 1994.
- 1958 - Happiness. Bengt Hallberg Trio. LP. Karusell KALP 1006
- 1959 - Two Jazzy People. Rita Reys (sång) & Bengt Hallberg. LP. Fontana 6428109
- 1962 - Här kommer Fritiof Andersson. Evert Taube-melodier i arrangemang av Bengt Hallberg. LP. Karusell KALP 1010
- 1963 - Bengt Hallberg at Gyllene Cirkeln. LP. Metronome MLP 15122
- 1965 - Bengt Hallbergs à la carte. LP. Columbia 4E 062-34148
- 1965 - P som i piano. LP. Columbia SSX 1038
- 1968 - Contrasts. Kjell Bækkelund & Bengt Hallberg. LP. Sonet SNTF-601
- 1971 - Bengt Hallberg plays Bacharach. LP. Polydor 2379022
- 1971 - Live at Cervantes. LP. Odeon 4E 062-34860
- 1976 – Egenhändigt. LP. Phontastic PHON 2
- 1977 – As You Like. Jazz och folkton. LP. Proprius PROP 7776
- 1977 – A Song For You. Karin Krog & Bengt Hallberg. LP. Phontastic PHONT 7512
- 1977 – Hallberg's Happiness. LP. Phontastic PHONT 7544
- 1977 – Dialogue In Swing. Ove Lind. Bengt Hallberg (p). LP. Phontastic PHON 10
- 1978 – Vi älskar Norge - We Love Norway. Rowland Greenburg, Totti Bergh, Egil Johansen plus Bengt Hallberg and the Swinging Swedes. LP. Phontastic PHON 50-13
- 1978 – Vintage 77 - Musik i sju satser för Radiojazzgruppen. LP. Sveriges Radio SRLP 1303
- 1978 – Ja vi älskar (2). LP. Zarpeta ZA 36010
- 1978 – Images of Sweden. Bobbie Ericson & Bengt Hallberg. LP. EMI 7C062-35612
- 1978 – Duets for Duke. Arne Domnérus & Bengt Hallberg. LP. Sonet SLP 2618
- 1979 – Rapturous Reeds. LP. Phontastic PHONT 7517
- 1979 – Downtown Meeting. LP. Phontastic PHONT 7518
- 1979 – The Hallberg Touch - Hallberg Plays Porter. LP. Phontastic PHONT 7525
- 1979 – Glory. LP. Signatur SILP 6950
- 1981 – Hallberg's Hot Accordion In The Foreground. LP. Phontastic PHONT 7532
- 1981 – Groovey. Phil Wilson. Bengt Hallberg (p). LP. Four Leaf Records FLC5060
- 1982 – Two Of A Kind. LP. Four Leaf Records FLC 5063
- 1982 – Who's Harry Warren – Evergreen (2) - 42nd Street. LP. Phontastic PHONT 7413
- 1984 – Bengt Hallberg i New York. LP. Phontastic PHONT 7550
- 1984 – Powerhouse - Kraftwerk. LP. Phontastic PHONT 7553
- 1987 – Hallberg's Surprise eller Inte ens de gamla mästarna går säkra. LP. Phontastic PHONT 7581
- 1989 – Kiddin' on the Keys. LP. Dragon DRLP 170
- 1991 – Skansen i våra hjärtan. LP. AquilaGLAM LP 3

### CD
- 1988 – Hallberg's Yellow Blues eller Nya Värmlandsvalsen. Phontastic PHONT CD 7583
- 1989 – Improvisation. Musik på Drottningholm MPD CD 1
- 1990 – Spring on the Air. Bengt Hallberg, The Swedish Radio Jazz Group. Phono Suecia PSCD 51
- 1992 – The Tapdancing Butterfly. Aquila GLAM CD 4
- 1992 – Lagspel med dragspel – Hallberg's Hot Accordion in the Foreground. Phontastic PHONT CD 7532
- 1993 – The Hallberg Treasure Chest - A Bouquet from '78. Phontastic PHONT NCD 8828
- 1994 – 5 × 100. Bengt Hallberg & The Ad Libitum Choir. Improkomp IKCD 1
- 1995 – Time on My Hands. Improkomp IKCD 2-3
- 1996 – Black & White Concerto. Improkomp IKCD 4
- 1997 – In a Mellow Tone Bengt Hallberg & Hans Backenroth. Improkomp IKCD 5
- 1997 – John Bauer Brass. Proprius PRCD 9163
- 1999 – Stardust in My Heart. Improkomp IKCD 6
- 2011 – Back 2 Back Bengt Hallberg & Jan Lundgren. Volenza VMCD 103
- 2011 – Live at Jazzens Museum. Four Leaf Records PLU-FLCCD-1-94
- 2015 – Solo. Gazell GAFCD 1120

## Filmmusik (urval)[10]
- 1956 – Swing it, fröken
- 1956 – Rasmus, Pontus och Toker
- 1957 – Gäst i eget hus
- 1957 – Möten i skymningen
- 1958 – Den store amatören
- 1958 – Lek på regnbågen
- 1959 – Det svänger på slottet
- 1961 – Svenska Floyd
- 1961 – Två levande och en död
- 1961 – Karneval
- 1965 – Jakten
- 1973 – Den vita stenen (TV-serie)
- 1979 – Madicken (TV-serie)
- 1981 – Snacka går ju...
- 1983 – Lille Luj och Änglaljus i strumpornas hus (TV-serie)
- 1986 – Den nervöse mannen
- 1988 – Stoft och skugga (TV-serie)